# Veia axilar
Na anatomia humana, a veia axilar é um grande vaso sanguíneo que leva o sangue da parte lateral do tórax (as axilas) até o coração.

## Estrutura
Essa veia se origina perto da parte inferior do músculo redondo maior e de uma continuação da veia braquial.
É formada no ponto de cruzamento entre a veia braquial e a veia basílica, na sua parte terminal, ela se une à veia cefálica. Ela termina na margem lateral da primeira costela, onde de veia axilar ela passa a ser veia subclávia.
Ao longo de seu curso, é também acompanhada por uma artéria de nome semelhante, a artéria axilar, que se situa na lateral da veia axilar.
1. 1 2  Baker, Champ L.; Baker, Champ L. (1 de janeiro de 2009).  Wilk, Kevin E.; Reinold, Michael M.; Andrews, James R., eds. «CHAPTER 27 - Neurovascular Compression Syndromes of the Shoulder». Philadelphia: Churchill Livingstone (em inglês): 325–335. ISBN 978-0-443-06701-3. Consultado em 20 de março de 2022
2. 1 2  Moore, Keith L. et al. (2010) Clinically Oriented Anatomy, 6th Ed, p.718
3. ↑  Gray, Andrew T., ed. (1 de janeiro de 2019). «Chapter 32 - Infraclavicular Block». Elsevier (em inglês): 93–103. ISBN 978-0-323-50951-0. Consultado em 20 de março de 2022